# Розширення поля
Розширення поля — поле {\displaystyle L} для якого поле {\displaystyle K} є підполем.
Позначається {\displaystyle L/K} або {\displaystyle K\subset L}.

## Класифікація

### Скінченні і нескінченні розширення
Довільне розширення {\displaystyle L/K} також є векторним простором над {\displaystyle K}. Розмірність цього векторного простору позначається {\displaystyle [L:K]}.
- Скінченним розширенням називається розширення, що є  скінченновимірним векторним простором над {\displaystyle K}.

- В іншому випадку розширення називається нескінченним.

### Прості і скінченнопороджені розширення
Якщо {\displaystyle L/K} — деяке розширення поля {\displaystyle K}, а {\displaystyle S} підмножина {\displaystyle L}, що не має спільних елементів з {\displaystyle K}, то {\displaystyle K(S)} позначає найменше поле, що містить {\displaystyle K} і {\displaystyle S}.
- Просте розширення — розширення, породжене одним елементом {\displaystyle E=K(\alpha )}. Цей елемент називають первісним елементом.
- Скінченно породжене розширення — розширення {\displaystyle L}, яке породжене скінченною кількістю елементів: {\displaystyle L=K(\alpha _{1},\ldots \alpha _{n})}.

### Алгебричні і трансцендентні розширення
Елемент з {\displaystyle L}, що є коренем ненульового многочлена з коефіцієнтами з {\displaystyle K} називається алгебричним в розширенні {\displaystyle L/K}.
Елемент {\displaystyle L}, що не є алгебричним називається трансцендентним.
- Алгебричне розширення — розширення {\displaystyle L/K}, всі елементи якого є алгебричними над {\displaystyle K}.
- Розширення, що містить трансцендентні елементи називається трансцендентним розширенням.

### Нормальні, сепарабельні розширення
- Нормальне розширення — алгебричне розширення {\displaystyle L}, для якого кожен незвідний многочлен {\displaystyle f(x)} над {\displaystyle K}, що має хоч би один корінь в {\displaystyle L}, розкладається в {\displaystyle L} на лінійні множники.
- Сепарабельне розширення — алгебричне розширення, що складається з сепарабельних елементів тобто таких елементів {\displaystyle \alpha }, мінімальний многочлен {\displaystyle f(x)}, над {\displaystyle K} для яких не має кратних коренів.
- Розширення Галуа — алгебричне розширення, що є нормальним і сепарабельним.

## Приклади
- Поле {\displaystyle \mathbb {C} } комплексних чисел є скінченним і алгебричним розширенням поля {\displaystyle \mathbb {R} } дійсних чисел. Дане розширення є розширенням Галуа і полем розкладу многочлена {\displaystyle \ x^{2}+1}. Воно є простим розширенням (породжуючим елементом є {\displaystyle \ i.}

- Поле {\displaystyle \mathbb {R} } дійсних чисел є нескінченним, трансцендентним розширенням поля {\displaystyle \mathbb {Q} } раціональних чисел. Прикладами трансцендентних елементів можуть бути, наприклад числа e і π.

- Іншим прикладом розширення поля раціональних чисел є поле p-адичних чисел.

- Усі розширення полів характеристики 0 і скінченних полів є сепарабельними.